# Rafael Guijosa
Rafael Guijosa Castillo (* 31. Januar 1969 in Alcalá de Henares, Spanien) ist ein spanischer Handballtrainer und ehemaliger Handballspieler, der zum Welthandballer des Jahres 1999 gewählt wurde.

## Als Spieler

### Vereinskarriere
Der 1,82 m große und 75 kg schwere Guijosa kam 1989 von CD Iplacea zu BM Guadalajara in die Liga Asobal. 1993 wechselte er zu Juventud Alcalá aus seinem Madrider Heimatbezirk. Mit dem Verein erreichte er 1994 das Finale der Copa del Rey und spielte in der Saison 1994/95 im Europapokal der Pokalsieger. Am Ende der Saison wechselte er zum FC Barcelona, bei dem er bis zu seinem Karriereende 2002 aktiv war und mit dem er zahlreiche Titel gewinnen konnte, darunter fünfmal die EHF Champions League.

### Auswahlmannschaften
Für die Spanische Handballnationalmannschaft bestritt er von 1995 bis 2002 insgesamt 119 Länderspiele, in denen er 538 Tore erzielte. Der Linksaußen wurde unter anderem zweitbester Torschütze der Weltmeisterschaft 1999.

### Erfolge
Eine Auswahl der Erfolge Rafael Guijosas
- Welthandballer des Jahres 1999
- 5 × EHF-Champions-League-Sieger (1996, 1997, 1998, 1999 und 2000)
- 4 × Europäischer Supercup (1997, 1998, 1999 und 2000)
- 3 × Spanischer Supercup (1997, 1998 und 2000)
- 2 × Copa Asobal (1996 und 2000)
- 5 × Spanischer Meister (1996, 1997, 1998, 1999 und 2000)
- 3 × Copa del Rey (1997, 1998 und 1900)
- 2. Platz Europameisterschaften 1996 und 1998
- 4. Platz bei der Handballweltmeisterschaft 1999 und mit 50 Toren Zweiter in der Torschützenliste
- Bronzemedaille bei den Olympischen Spielen 1996 in Atlanta
- Bronzemedaille bei den Olympischen Spielen 2000 in Sydney
- Bester Linksaußen: Weltmeisterschaft 1999, Olympische Spiele 2000 und Europameisterschaft 2000

## Trainerkarriere
Als Trainer betreute er die spanischen Teams BM Alcobendas und BM Toledo. Mit der iranischen Nationalmannschaft gewann er die Bronzemedaille bei der Asienmeisterschaft 2014. Da die neuen Statuten des iranischen Verbands es nicht mehr zuließen, parallel einen Verein zu trainieren, musste Guijosa als Trainer von Samen Al-Hojaj Sabzewar seinen Posten bei der Landesauswahl räumen. Ab der Saison 2015/16 bis zum April 2019 trainierte er Ademar León. Im August 2020 übernahm Guijosa den katarischen Erstligisten Al-Arabi SC, der unter seiner Leitung 2020 die katarische Meisterschaft gewann. Im Dezember 2023 gab der Handballverband Ruandas die Verpflichtung Guijosas bekannt; er trainierte dort die Auswahl der Männer und der Senioren. Im September 2024 übernahm er nochmals das Traineramt der Nationalmannschaft des Irans.